# Conco
Conco é uma comuna italiana da região do Vêneto, província de Vicenza, com cerca de 2.220 habitantes. Estende-se por uma área de 27 km², tendo uma densidade populacional de 82 hab/km². Faz fronteira com Asiago, Bassano del Grappa, Campolongo sul Brenta, Lusiana, Marostica, Valstagna.

## Demografia
| Variação demográfica do município entre 1861 e 2011                               |
|                                                                                   |
| Fonte: Istituto Nazionale di Statistica (ISTAT) - Elaboração gráfica da Wikipedia |